# Heliconius albipunctata
Heliconius albipunctata är en fjärilsart som beskrevs av Riffarth 1900. Heliconius albipunctata ingår i släktet Heliconius och familjen praktfjärilar. Inga underarter finns listade i Catalogue of Life.